# Österreichischer Skulpturenpark

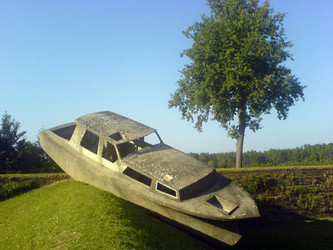
Betonboot von Michael Schuster im Österreichischen Skulpturenpark

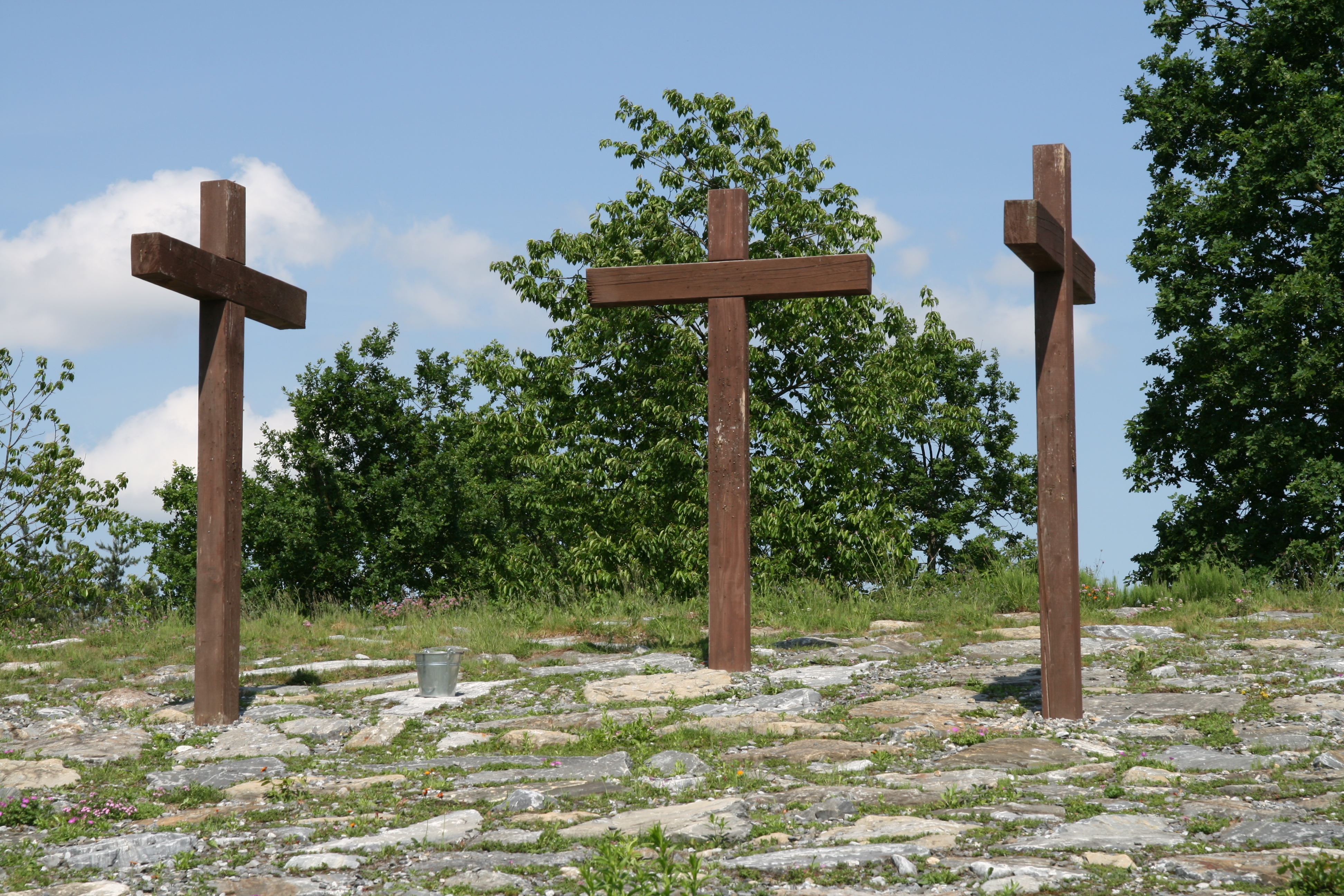
Painting to Hammer a Nail in / Cross Version von Yoko Ono

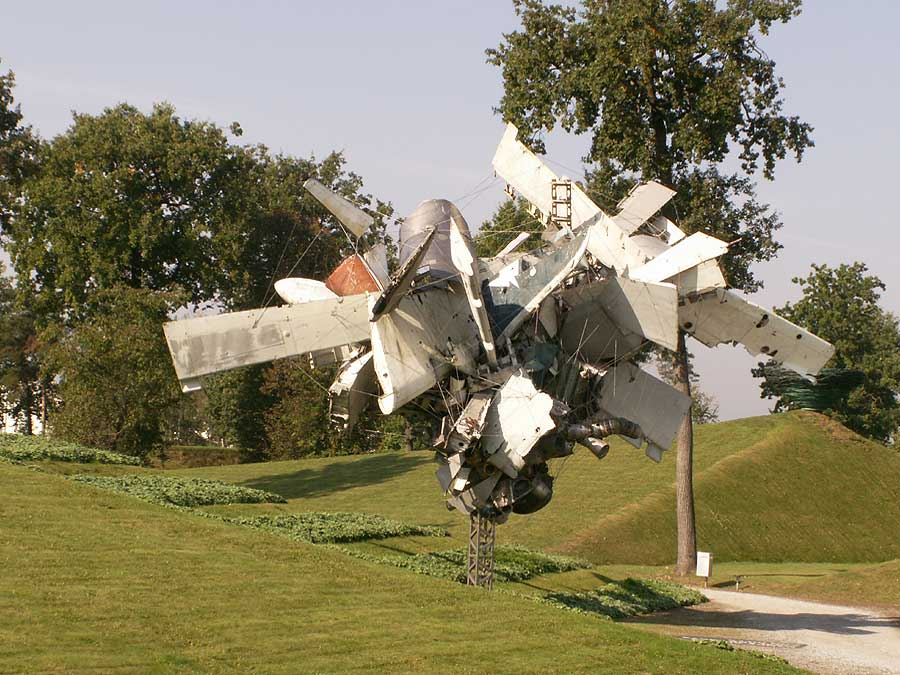
Airplane Parts and Hills von Nancy Rubins

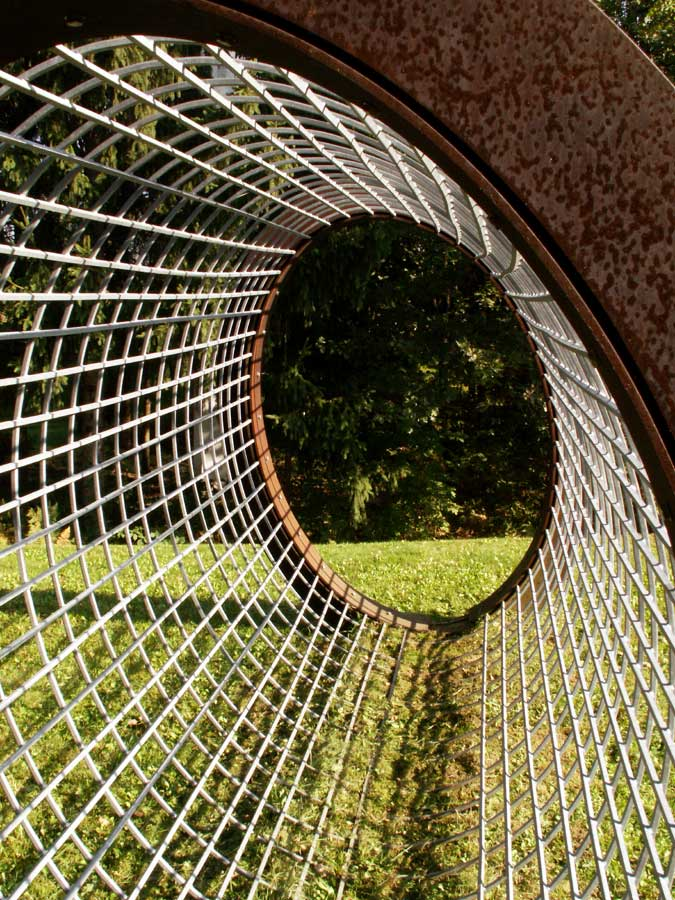
Susana Solano, Skulpturdetail

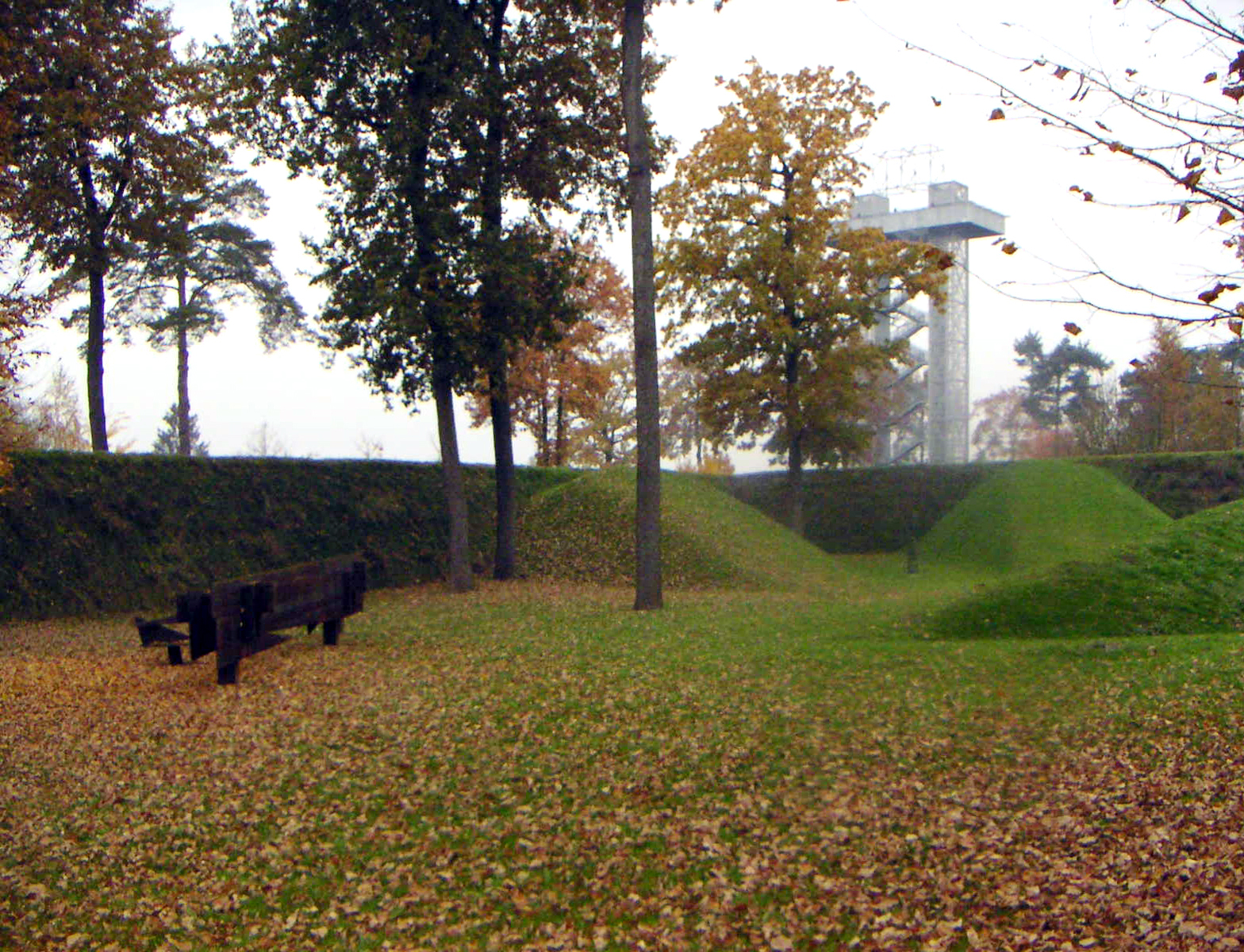
Blick von der Westecke des Österreichischen Skulpturenparks (bis Ende Oktober 2000: Berggarten) zu dem für die IGS – Internationale Gartenschau 2000 errichteten Aussichtsturm (Oktober 2005)

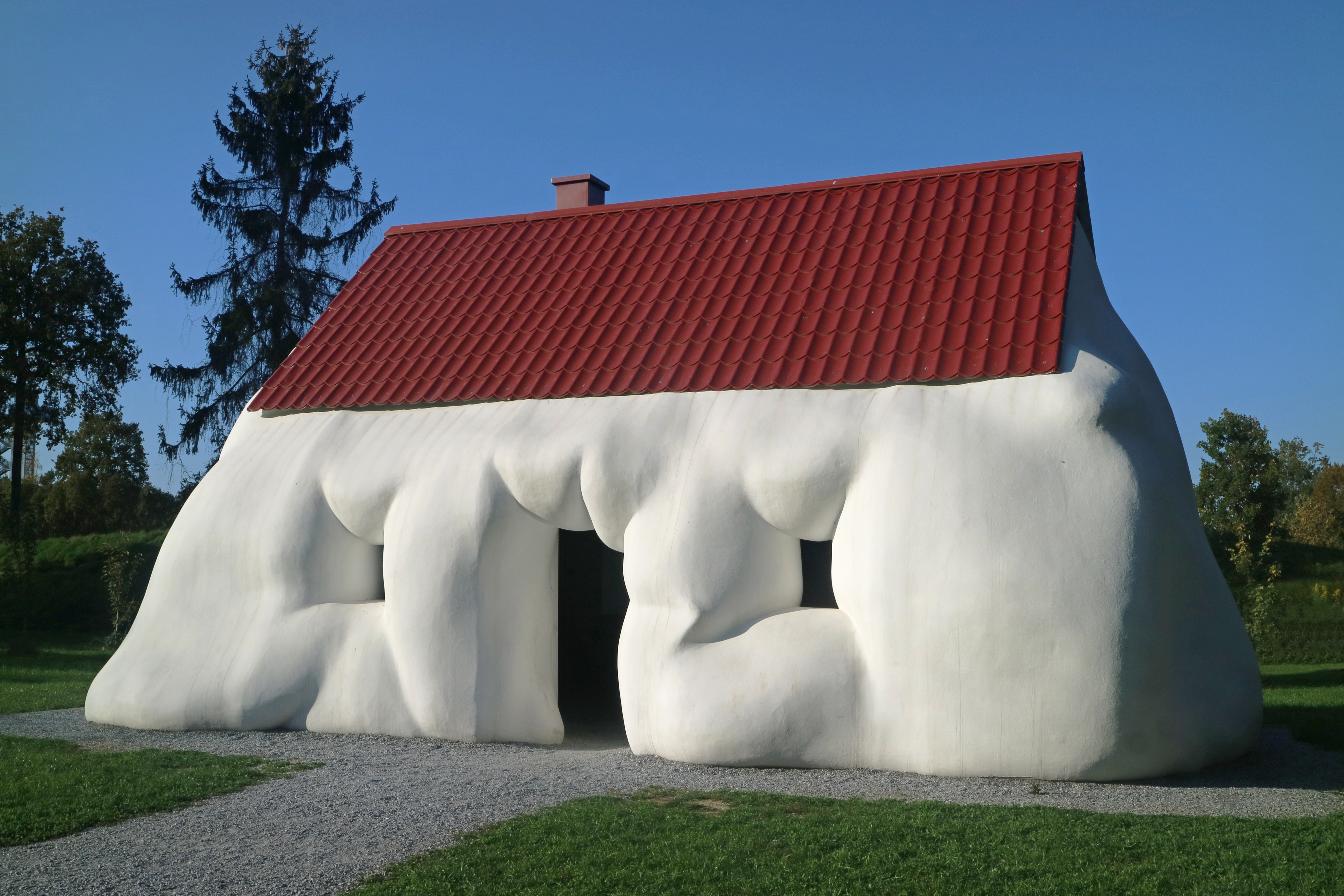
Fat House von Erwin Wurm

Der Österreichische Skulpturenpark ist ein 7 Hektar großer, landschaftsarchitektonisch gestalteter Park mit Außenskulpturen zeitgenössischer österreichischer und internationaler Künstler in Premstätten, 7 km südlich der steirischen Landeshauptstadt Graz.
Die Werksammlung Privatstiftung Österreichischer Skulpturenpark ging ursprünglich aus dem Art Park rund um das ORF-Landesstudio Steiermark, erweitert um Auftragsarbeiten, Ankäufe und Leihgaben, hervor und wurde 2007 dem steirischen Universalmuseum Joanneum eingegliedert. Die Sammlung umfasst mittlerweile mehr als 70 Arbeiten von Fritz Wotruba, Franz West, Erwin Wurm, Heimo Zobernig, Michael Kienzer, Nancy Rubins, Mario Terzic und anderen. Eine Auflistung der einzelnen Arbeiten findet sich in der Liste der Kunstwerke im Österreichischen Skulpturenpark.

## Zur Geschichte
Der Österreichische Skulpturenpark entwickelte sich aus einer Initiative des ehemaligen ORF-Intendanten Emil Breisach. Ab 1981 standen einige Skulpturen im Park des ORF-Landesstudio Steiermark. Breisachs Ziel war es, ein Areal zu schaffen, um die Skulpturen der Öffentlichkeit außerhalb des musealen Betriebes zugänglich zu machen.
Den Park in Graz entwarf der 1998 verstorbene, international renommierte Schweizer Landschaftsarchitekt Dieter Kienast im Zusammenhang mit der Internationalen Gartenschau 2000 Steiermark als eigenständiges Gartenkunstwerk mit dem Titel "Berggarten". Dieses konzipierte Kienast mit nachgewiesenen Bezügen zur klassischen modernen Gartenkunst und amerikanischen Land Art als begehbare Erdskulptur, bestehend aus architektonisch geformten Rasenpyramiden, Waldweiher, Fichtenwäldchen und artenreichen Pflanzungen. Teil des Berggartens war das "Landschaftslesebuch", eine große Rasenskulptur in die ein Text aus dem "Schilcher ABC" des steirischen Autors Reinhard P. Gruber eingelassen war. Mit dem Text unterstrich der Landschaftsarchitekt seine Auffassung, dass Landschaft heute eine stets anthropogen geprägte Umwelt ist.
Nach dem Ende der „IGS – Internationale Gartenschau 2000“ (Berggarten und Fasanengarten) in der Gemeinde Premstätten bot sich das Areal für die Nutzung als Skulpturenpark an. Parallel dazu wurde die Privatstiftung Österreichischer Skulpturenpark gegründet. In Kooperation mit dem Land Steiermark und Betrieben aus der Privatwirtschaft entwickelten Christa Steinle und Peter Weibel ein Konzept für den internationalen Skulpturenpark, das 2003, im Kulturhauptstadtjahr der Stadt Graz, der Öffentlichkeit präsentiert wurde.
Um das Bestehen des Parks abzusichern, wurde der Skulpturenpark unter der Leitung der Kuratorin Elisabeth Fiedler in das Universalmuseum Joanneum integriert. Neben der Dauerausstellung gibt es Spezialführungen und diverse Sonderveranstaltungen auf dem Gelände des Österreichischen Skulpturenparks.
Im Frühjahr 2008 wurde die Sammlung um die Schenkung Painting to Hammer a Nail in / Cross Version von Yoko Ono (2005) erweitert, 2009 kam ein Werk des im selben Jahr verstorbenen steirischen Künstlers Hartmut Skerbisch hinzu. 2010 wurden Arbeiten von Peter Sandbichler und Timm Ulrichs präsentiert.

## Zum „Wesen“ des Skulpturenparks
Das Wesen des Skulpturenparks gründet sich aus der Wechselwirkung von Skulptur und Natur, die bereits den landschaftsarchitektonisch gestalteten "Berggarten" prägt. Die nach 2000 hinzugefügten Skulpturen verstärken diese Reaktion:

„Es entwickelt sich eine Wechselbeziehung, die im Laufe der Zeit eine Geschichte erzählt und sich permanent ändert. Der Garten als vom Menschen gestaltete und doch ständig wachsende Natur korrespondiert im Österreichischen Skulpturenpark in besonderem Maße mit den der Witterung ausgesetzten Skulpturen, die sich der Landschaft einfügen oder auf diese reagieren. Das Vokabular der zeitgenössischen Skulptur reicht von abstrakter Bildhauerei bis zu Alltagsgegenständen, von anthropomorphen Figurationen bis zu Gebrauchsobjekten. Der Dialog zwischen Standort und Skulptur soll dieses Vokabular sichtbar machen, also Aussagen über die Kunst, aber auch über die Gesellschaft, ihre Konflikte und Träume treffen und Begegnungsräume schaffen. Eine Gemeinschaftsarbeit von Franz West und Otto Zitko, die zwischen gebrauchsfähigem Möbel und abstrakter Skulptur schwankt, wiederholt in ihrer Platzierung genau diese Ambivalenz. Am Wegrand stehend befindet sie sich aber auf einer Art Sockel, der Respekt gebietet, den Gebrauch des Gegenstandes verweigert und zur Abstraktion rückverweist. Oswald Oberhubers Skulptur an der Wand verweist darauf, dass seit Minimal Art jede Skulptur nicht nur auf dem Boden stehen, sondern auch an der Wand hängen kann, dass Skulptur also auch im Dialog zum Bild steht. Der kunstinhärente Dialog, z. B. zwischen Bild und Raum, kann auch durch einen Dialog zwischen Formen der Kunst und der Natur erweitert werden, wie die Gegenüberstellung der Skulpturen von Fritz Hartlauer und Jörg Schlick, die sich mit Regeln der Form, Algorithmen und Wachstum beschäftigen, zeigt. Zu dieser Kategorie gehören auch die Skulpturen von Christa Sommerer und Michael Kienzer. Arbeiten sogenannter Altmeister finden sich auf einer dem Himmel zugewandten Stufenlandschaft, die als Pantheon fungiert. Diese Macht des Ortes unterstützt auch die Bedeutung von Heimo Zobernigs Turm am Eingang des Skulpturenparks oder die „Rad“-Skulptur von Susana Solano, die den Hang herunterzurollen scheint. Dasselbe gilt für die sich aufblähende und wieder in sich selbst zusammenfallende, in einer Mulde gelegene Skulptur Werner Reiterers, den zwischen Hecken platzierten Polster Hans Kupelwiesers oder die Arbeit Peter Weibels, die den Globus als Koffer erfahrbar macht. Bewegungsmaschinen wie Autos (Erwin Wurm), Schiffe (Michael Schuster), Segel (Martin Walde) und aus Resten zusammengefügte, flugunfähige Maschinen (Nancy Rubins) erzählen vom Schicksal der Apparate, von Scheitern und Stillstand, Hoffnung und Depression, sozialen und technischen Träumen und verwandeln die Landschaft in ein Meer oder einen Flughafen. Dazu korrespondierend erscheinen Heinz Gappmayrs Hinweise auf „noch nicht Sichtbares“ und „nicht mehr Sichtbares“ je nach Position der BetrachterInnen und steigert sich die Beziehung zwischen BesucherIn und Kunstwerk ein weiteres Mal in der interaktiven Wasserskulptur von Jeppe Hein. So wird der Skulpturenpark als Plattform benutzt, um den Dialoghorizont der zeitgenössischen Skulptur zu eröffnen und deren Sprache besser verstehen zu können.“

## Deponie
Unter einem Teil des Geländes liegt die seit 2014 als zu sanierende Altlast ST29 ausgewiesene Bauschutt- und Hausmüll-Deponie Schwarzl aus den 1960er-Jahren.